# Uromyces paulshoekensis
Uromyces paulshoekensis är en svampart som beskrevs av Mennicken, W. Maier & Oberw. 2005. Uromyces paulshoekensis ingår i släktet Uromyces och familjen Pucciniaceae.   Inga underarter finns listade i Catalogue of Life.